# 阿尔普巴赫谷地赖特
阿尔普巴赫谷地赖特是奥地利蒂罗尔州库夫施泰因县的一个市镇。总面积27.41平方公里，总人口2679人，人口密度97.7人/平方公里（2005年）。